# Xã Lincoln, Quận Antelope, Nebraska
Xã Lincoln (tiếng Anh: Lincoln Township) là một xã thuộc quận Antelope, tiểu bang Nebraska, Hoa Kỳ. Năm 2010, dân số của xã này là 84 người.